# 切維茲·古德溫
切維茲·布蘭德福德·古德溫（1998年2月27日—）為美國男子籃球運動員，場上位置為中鋒，現效力於西班牙篮球甲级联赛列伊達力量。

## 早年
古德溫出生於南卡罗来纳州哥伦比亚，在距離哥伦比亚車程一個小時的地方長大。古德溫的母親是一名社會工作者，在古德溫三歲時辭世，古德溫在就讀高中和大學會選擇穿上1號球衣來紀念母親。古德溫的父親就讀南卡羅萊納州立大學時是美式足球校隊成員。古德溫從小接觸各式運動，古德溫在足球場上的位置為前鋒，被教練安排擔任守門員後便棄足從籃。
古德溫在高中十年級時從A.C. Flora High School轉學到Hammond School，2015年8月承諾2016年夏天就讀查爾斯頓學院。2017年4月就讀查爾斯頓學院一年的古德溫決定轉學，古德溫代表查爾斯頓學院出賽35場，場均上場不到10分鐘，攻下了2.3分、2.9籃板。2017年5月古德溫選擇轉學到沃福德学院，因為NCAA轉學規定，古德溫就讀沃福德学院的第一個學年度（2017-18賽季）需穿上「紅衫」禁賽一年，在「紅衫」賽季期間，古德溫遭遇了親人接連於同一個月份辭世的打擊。2018-19賽季古德溫場均上場13.3分鐘，攻下4.3分、4.3籃板，2019-20賽季在出賽35場都是先發的情況下，場均上陣21.8分鐘，可挹注11.9分、6.2籃板。2020年3月25日，古德溫將名字放上NCAA轉學門戶（Transfer Portal）網站上。3月30日，古德溫宣布轉學到南加州大学，受到COVID-19疫情影響，校園參訪以及與教練會面都被視訊軟體取代，期間其他轉學生紛紛做出選擇，促使古德溫只花五天就決定前往南加州大学就讀。在南加州大学第一年古德溫總計出賽33場，其中先發一次，繳出場均5.6分、3.5籃板的表現。NCAA給予所有參與2020-21賽季的學生運動員額外一年參賽資格，古德溫選擇重返南加州大学。

## 職業生涯
2022年8月3日，塞薩洛尼基阿里斯宣布古德溫加盟球隊。2023年7月13日，羅斯托克海狼宣布與古德溫簽下一年合約。2024年8月1日，台灣職業籃球大聯盟新北中信特攻宣布與古德溫達成共識，中文登錄名為「浩勝」。11月4日，新北中信特攻宣布與古德溫解除合約。12月6日，古德溫加盟西班牙篮球甲级联赛列伊達力量。

## 外部連結
- 切維茲·古德溫的Instagram帳戶
- 切維茲·古德溫在fiba.basketball（英语）
- 切維茲·古德溫在西班牙篮球甲级联赛官網（球員）（西班牙语）
- 切維茲·古德溫在德國籃球甲級聯賽官網（德语）
- 切維茲·古德溫在台灣職業籃球大聯盟官網
- 切維茲·古德溫在Basketball-Reference.com（國際）（英语）
- 切維茲·古德溫在Sports-Reference.com（NCAA）（英语）
- 切維茲·古德溫在Eurobasket.com（球員）（英语）
- 切維茲·古德溫在Proballers（英语）
- 切維茲·古德溫在RealGM（英语）
- 切維茲·古德溫在Flashscore（英语）